# Monanus cairnsensis
Monanus cairnsensis es una especie de coleóptero de la familia Silvanidae.

## Distribución geográfica
Habita en Queensland (Australia).